# Trait de craie
Trait de craie (espagnol : Trazo de tiza) est une bande dessinée de l'Espagnol Miguelanxo Prado publiée parallèlement en 1992 dans les revues espagnole Cimoc et française (À suivre), puis recueillie en album l'année suivante par Norma Editorial en Espagne et Casterman en France.

## Synopsis
Des âmes solitaires se croisent sur une île minuscule, perdue au milieu de l'océan. Un digue blanche semble tracer un trait de craie dans le grand bleu.

## Récompenses
- 1994 :  Alph-Art du meilleur album étranger au festival d'Angoulême[1]
- 1994 :  Prix des libraires de bande dessinée
- 1994 :  Prix de la meilleure œuvre d'un auteur espagnol au festival de Barcelone (es)